# Gustáv Murín
Gustáv Murín (* 9. dubna 1959 Bratislava) je slovenský přírodovědec, biolog, spisovatel, esejista, publicista, dramatik a scenárista.

## Životopis
Pochází z rodiny vysokoškolského profesora. Po maturitě na gymnáziu v letech 1978–1983 studoval na Přírodovědecké fakultě Univerzity Komenského v Bratislavě, kde v 1984 získal titul doktora přírodních věd a posléze v roce 1991 se stal i kandidátem věd. Absolvoval studijní pobyty na ČAV v Praze a Brně, Universitě v Seville, Universitě v Záhřebu, Akademii věd v Německu, Akademii věd v Rakousku a Universitě v Cambridge.
Svoji literární, odbornou a publicistickou tvorbu zahájil již v 80. letech 20. století kdy publikoval různé texty v různých slovenských periodikách (zejména Slovenské pohľady, Literárny týždenník, Romboid, Dotyky). Psal jak různé články a příspěvky týkající se biologie a ekologie tak i volnou literární tvorbu.
V roce 1985 se stal zakladatelem Klubu mladých dramatiků, v roce 1986 pak Kruhu mladých autorů.
V 90. letech se podílel na vzniku almanachu mladých spisovatelů střední a východní Evropy, v roce 1994 také působil jako organizátor setkání mladých spisovatelů tohoto regionu v Budměřicích.
V roce 1994 na Slovensku zastupoval časopis Playboy. Jde o člena Slovenského P.E.N. centra, v letech 2000 – 2004, 2009 – 2011 zde působil jako jeho předseda. Člen Centra San Miguel del Allende (od 2012).
Rozhodnutím ministryně kultury Martiny Šimkovičové byl 8. ledna 2025 jmenován zastupujícím ředitelem Slovenského literárného centra. V květnu 2025 na sebe upozornil vystoupením na pražském veletrhu Svět knihy, např. svojí kritikou Václava Havla a feminismu, tak i následnou korespondencí s Erikem Taberym, šéfredaktorem týdeníku Respekt. Následně jej 22. května 2025 Šimkovičová z funkce odvolala.
Žije a pracuje v Bratislavě.

## Dílo

### Próza
- 1989 Případ pohřbeného hřbitova (česky)
- 1990 Leto praje milencom
- 1990 Návraty zo svetla
- 1998 Ako sa máš
- 1998 Zvieratá, ja a iné (prózy)
- 2005 Svet je malý / Le monde est petit (vydáno dvojjazyčně)
- 2010 Návrat do budúcnosti
- 2015 Volajú ma Žaluď – …a ešte ma nedostali

### Eseje
- 1994 Pud kontra kultúra
- 1997 Orgazmodrómy
- 2007 Všetko je inak
- 2009 Česko-slovenský/Slovensko-český Dualóg (+ P. Žantovský)

### Divadelní tvorba
- Jánošík-land (divadelní féerie s tancem)
- 1983 Výpredaj (divadelní kabaret)